# スタートラッカー

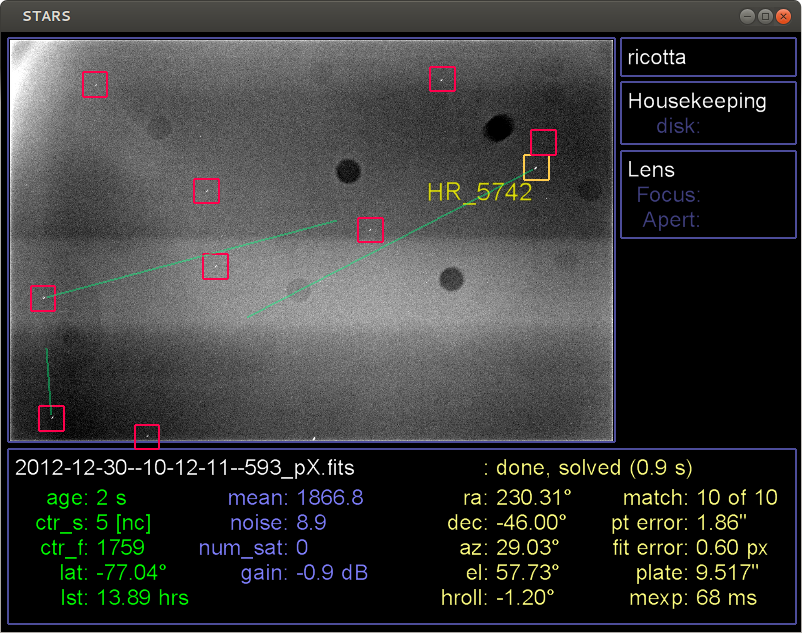
STARSリアルタイム星追跡ソフトウェアは、2012年12月29日に南極大陸から開始された高高度気球搭載の宇宙論実験であるEBEX2012の画像で動作する。

スタートラッカー（Star Tracker：STT、恒星姿勢センサ）は、人工衛星や宇宙探査機などの宇宙機に使用される姿勢センサである。高感度カメラで宇宙空間を撮影した画像から恒星を識別し、その配置から宇宙機の向きや角度が計算される。2010年頃に開発が進行したJAXAの基幹衛星等では1万分の数度の精度が要求されている。

## 概要

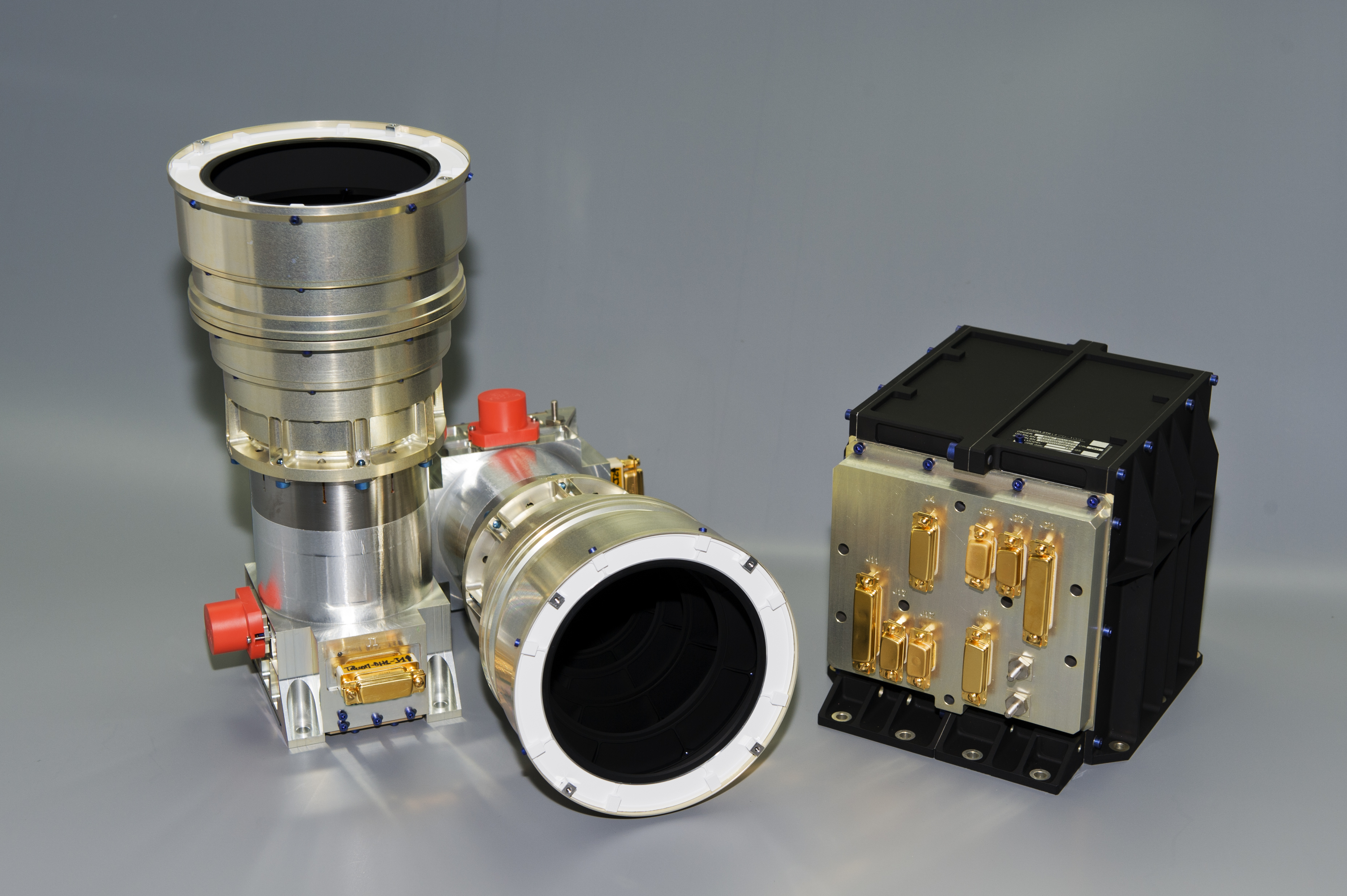
仏SodernのスタートラッカーHydra

一般的には宇宙機の姿勢センサとして慣性基準装置（IRU）を同時に搭載するが、IRUは内部センサである性質上誤差が累積するため、絶対姿勢を検出できるスタートラッカーによりそれが補正される。一方で、スタートラッカーは7等級程度の暗い恒星を写すために露光時間が必要なことから出力が数Hz程度とそれだけで姿勢制御するには遅く、ランダム性のある誤差の発生が無視できず、視野角に太陽や地球が干渉する場合は利用できないなど、スタートラッカーとIRUは相互に補間するセンサとして組み合わせて使用される。また、宇宙機の軌道等の環境や要求される精度に応じて地球センサ（ESA、または地球カメラ（ECAM））、太陽センサ（SSA）など他の姿勢センサも併せて利用される。
スタートラッカーにはカメラだけでなく、オンボードコンピュータや計算ソフトウェア・アルゴリズムも含まれ、内蔵する星カタログのデータと照合して自律的に姿勢を出力することが求められる。

### 世代
機能や性能を元にスタートラッカーの世代が分類される。以下のような技術的な観点が挙げられる。
- 撮像管を使用し、恒星の撮像のみを実施する[6][7]
- イメージセンサにCCDを使用したもの[8]
- 恒星の配列情報を地上から都度送る必要がなく内蔵データのみで姿勢推定が可能[6][9][8]
- イメージセンサにCMOSを使用し高性能化させたもの[8]

## その他
スタートラッカーの珍しい使用例として、2024年に月面に着陸した月着陸実証機SLIMが予定外の姿勢で着陸した中、本来月面で使用する予定のなかったスタートラッカーで明るい月面の撮影を試みた例がある。取得した画像からは山の稜線や影を確認することができる。